# جان اونت
جان اَونِت (انگلیسی: Jon Avnet؛ زادهٔ ۱۷ نوامبر ۱۹۴۹) کارگردان و تهیه‌کننده اهل ایالات متحده آمریکا است.
وی کارگردان فیلم‌هایی مثل گوجه فرنگی سبز سرخ شده، ۸۸ دقیقه، گوشه قرمز، نقطه فروپاشی، قتل عادلانه و آخرین رودیو بوده‌ است.